# Balș
Balș város Olt megyében, Olténiában, Romániában. Az Olteț folyó szeli keresztül.
Neve török eredetű, jelentése: méz.

## Történelem
Első írásos említése 1564-ből való.
1921-ben nagyközség lett.

## Lakosság
Etnikai alapon, a 2002-es népszámlálás alapján, a város lakossága a következőképpen néz ki:
- Románok:  20 691 (97,27%)
- Romák:  569 (2,67%)
- Magyarok:  6 (0,02%)
- Németek:  2 (0,0%)
- Törökök:  1 (0,0%)
- Kínaiak:  1 (0,0%)
- Más:  1 (0,0%)

## Hivatkozások

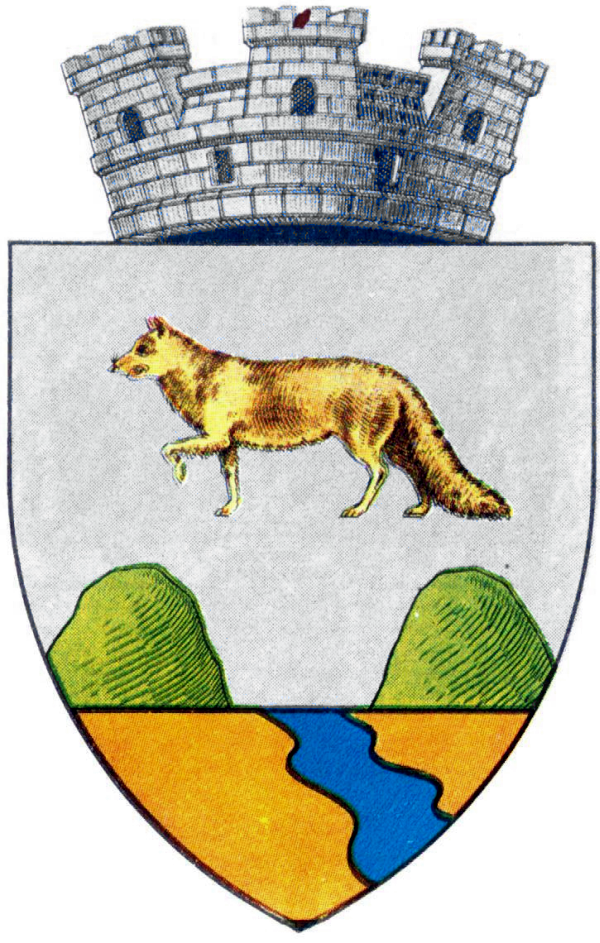
A város régi címere